# Ethiopica melanopa
Ethiopica melanopa är en fjärilsart som beskrevs av George Thomas Bethune-Baker 1911. Ethiopica melanopa ingår i släktet Ethiopica och familjen nattflyn. Inga underarter finns listade i Catalogue of Life.